# Provenchères-lès-Darney
Provenchères-lès-Darney és un municipi francès, situat al departament dels Vosges i a la regió del Gran Est. L'any 2007 tenia 158 habitants.

## Demografia

### Població
El 2007 la població de fet de Provenchères-lès-Darney era de 158 persones. Hi havia 68 famílies, de les quals 24 eren unipersonals (12 homes vivint sols i 12 dones vivint soles), 12 parelles sense fills, 28 parelles amb fills i 4 famílies monoparentals amb fills.
La població ha evolucionat segons el següent gràfic:
Habitants censats

### Habitatges
El 2007 hi havia 76 habitatges, 66 eren l'habitatge principal de la família, 8 eren segones residències i 2 estaven desocupats. 73 eren cases i 3 eren apartaments. Dels 66 habitatges principals, 61 estaven ocupats pels seus propietaris, 4 estaven llogats i ocupats pels llogaters i 1 estava cedit a títol gratuït; 3 tenien dues cambres, 3 en tenien tres, 17 en tenien quatre i 43 en tenien cinc o més. 50 habitatges disposaven pel capbaix d'una plaça de pàrquing. A 26 habitatges hi havia un automòbil i a 32 n'hi havia dos o més.

### Piràmide de població
La piràmide de població per edats i sexe el 2009 era:
| Homes | Edats   | Dones |
| ----- | ------- | ----- |
| 0     | 95 o +  | 0     |
| 4     | 90 a 94 | 0     |
| 0     | 85 a 89 | 0     |
| 0     | 80 a 84 | 0     |
| 8     | 75 a 79 | 8     |
| 0     | 70 a 74 | 0     |
| 0     | 65 a 69 | 4     |
| 0     | 60 a 64 | 0     |
| 4     | 55 a 59 | 4     |
| 4     | 50 a 54 | 4     |
| 16    | 45 a 49 | 4     |
| 0     | 40 a 44 | 16    |
| 8     | 35 a 39 | 0     |
| 0     | 30 a 34 | 4     |
| 0     | 25 a 29 | 4     |
| 4     | 20 a 24 | 4     |
| 0     | 15 a 19 | 16    |
| 12    | 10 a 14 | 4     |
| 8     | 5 a 9   | 0     |
| 4     | 0 a 4   | 0     |

## Economia
El 2007 la població en edat de treballar era de 105 persones, 77 eren actives i 28 eren inactives. De les 77 persones actives 70 estaven ocupades (41 homes i 29 dones) i 7 estaven aturades (3 homes i 4 dones). De les 28 persones inactives 13 estaven jubilades, 8 estaven estudiant i 7 estaven classificades com a «altres inactius».

### Ingressos
El 2009 a Provenchères-lès-Darney hi havia 65 unitats fiscals que integraven 165 persones, la mediana anual d'ingressos fiscals per persona era de 16.875 €.

### Activitats econòmiques
Dels 4 establiments que hi havia el 2007, 1 era d'una empresa de construcció, 2 d'empreses de comerç i reparació d'automòbils i 1 d'una empresa de transport.
Dels 2 establiments de servei als particulars que hi havia el 2009, 1 era un taller de reparació d'automòbils i de material agrícola i 1 paleta.
L'any 2000 a Provenchères-lès-Darney hi havia 8 explotacions agrícoles que ocupaven un total de 276 hectàrees.

## Equipaments sanitaris i escolars
El 2009 hi havia una escola elemental integrada dins d'un grup escolar amb les comunes properes formant una escola dispersa.

## Poblacions més properes
El següent diagrama mostra les poblacions més properes.